# Минимальный размер оплаты труда в Венгрии
Минимальный размер оплаты труда в Венгрии —  самая низкая ежемесячная либо почасовая оплата труда, которую работодатель вправе установить в качестве заработной платы работникам. Сумма устанавливается правительством Венгрии. 

## Общие положения
Институт минимального размера оплаты труда в Венгрии был введен в 1989 году. В период с 1992 по 2011 год минимальный размер оплаты труда устанавливался в результате трехсторонних переговоров в Совете по примирению национальных интересов (OÉT). 30 июля 2011 года Совет прекратил свое существование. Его заменил Национальный экономический и социальный совет, который стал вправе только предлагать размер минимальной оплаты труда. 
Минимальный размер оплаты труда (МРОТ) устанавливается в конце года. Действует на всей территории Венгрии. МРОТ является базовой единицей обязательств по налогам и взносам. Минимальный размер оплаты труда указывается брутто (то есть, до выплат соответствующих налогов); поэтому доходы, получаемые работниками, могут быть намного ниже минимальной заработной платы. 
С 2002 по 2008 год минимальная заработная плата была освобождена от налогообложения. С 2009 года она снова стала облагаться налогом. Однако, из-за налогового кредита это означает лишь минимальное налоговое бремя[уточнить]. С 1 января 2012 года налоговый кредит прекратил прямое налогообложение в размере 16 % подоходного налога с населения[уточнить]. 
Ставка минимальной заработной платы в Венгрии зависит от знаний и квалификации для выполнения той или иной работы. 
С 1 января 2019 года месячный минимальный размер оплаты труда для не квалифицированных специалистов в Венгрии составил 149000 HUF (брутто), 99085 HUF (нетто), для квалифицированных специалистов — 195000 HUF (брутто), 129675 HUF (нетто). 
С 1 января 2020 года месячный минимальный размер оплаты труда для не квалифицированных специалистов в Венгрии был установлен в размере 161000 HUF (брутто), 107065 HUF (нетто), для квалифицированных специалистов — 210600 HUF (брутто), 140049 HUF (нетто). 
С 1 января 2022 года месячный минимальный размер оплаты труда для не квалифицированных специалистов в Венгрии составил 200000 HUF (брутто), 133000 HUF (нетто), для квалифицированных специалистов — 260000 HUF (брутто), 172900 HUF (нетто). 
С 1 января 2023 года месячный минимальный размер оплаты труда для не квалифицированных специалистов в Венгрии составляет 232000 HUF (брутто), 154280 HUF (нетто), для квалифицированных специалистов — 296400 HUF (брутто), 197106 HUF (нетто).
С 1 декабря 2023 года месячный минимальный размер оплаты труда для не квалифицированных специалистов в Венгрии составляет 266800 HUF (брутто), 177422 HUF (нетто), для квалифицированных специалистов — 326000 HUF (брутто), 216790 HUF (нетто).
Источник : Magyar Idők

## Изменение МРОТ в Венгрии с течением времени
| МРОТ для не квалифицированных специалистов | МРОТ для не квалифицированных специалистов | МРОТ для не квалифицированных специалистов | МРОТ для не квалифицированных специалистов | МРОТ для не квалифицированных специалистов | МРОТ для не квалифицированных специалистов                                                |
| Дата                                       | В месяц                                    | В неделю                                   | В день                                     | В час                                      | Закон                                                                                     |
| ------------------------------------------ | ------------------------------------------ | ------------------------------------------ | ------------------------------------------ | ------------------------------------------ | ----------------------------------------------------------------------------------------- |
| 1 Января 1992                              | 8000 HUF                                   |                                            |                                            |                                            |                                                                                           |
| 1 Января 1993                              | 9000 HUF                                   |                                            |                                            |                                            |                                                                                           |
| 1 Января 1994                              | 10500 HUF                                  |                                            |                                            |                                            |                                                                                           |
| 1 Января 1995                              | 12200 HUF                                  |                                            |                                            |                                            |                                                                                           |
| 1 Января 1996                              | 14500 HUF                                  |                                            |                                            |                                            |                                                                                           |
| 1 Января 1997                              | 17000 HUF                                  |                                            |                                            |                                            |                                                                                           |
| 1 Января 1998                              | 19500 HUF                                  |                                            |                                            |                                            |                                                                                           |
| 1 Января 1999                              | 22500 HUF                                  |                                            |                                            |                                            |                                                                                           |
| 1 Января 2000                              | 25500 HUF                                  | -                                          | -                                          | 144 HUF                                    | 215/1999. (XII. 26.) Указ правительства                                                   |
| 1 Января 2001                              | 40000 HUF                                  | 9200 HUF                                   | 1840 HUF                                   | 230 HUF                                    | 197/2000. (XI. 27.) Указ правительства                                                    |
| 1 Января 2002                              | 50000 HUF                                  | -                                          | -                                          | 288 HUF                                    | 224/2001. (XI. 21.) Указ правительства                                                    |
| 1 Января 2003                              | 50000 HUF                                  | -                                          | -                                          | 288 HUF                                    | 224/2001. (XI. 21.) Указ правительства                                                    |
| 1 Января 2004                              | 53000 HUF                                  | 12200 HUF                                  | 2440 HUF                                   | 305 HUF                                    | 210/2003. (XII.10.) Указ правительства об установлении минимального размера оплаты труда  |
| 1 Января 2005                              | 57000 HUF                                  | 13120 HUF                                  | 2624 HUF                                   | 328 HUF                                    | 327/2004. (XII. 11.) Указ правительства об установлении минимального размера оплаты труда |
| 1 Января 2006                              | 62500 HUF                                  | 14400HUF                                   | 2880 HUF                                   | 360 HUF                                    | 316/2005. (XII. 25.) Указ правительства об установлении минимального размера оплаты труда |
| 1 Января 2007                              | 65500 HUF                                  | 15080 HUF                                  | 3020 HUF                                   | 377 HUF                                    | 316/2005. (XII. 25.) Указ правительства об установлении минимального размера оплаты труда |
| 1 Января 2008                              | 69000 HUF                                  | 15880 HUF                                  | 3180 HUF                                   | 397 HUF                                    | 316/2005. (XII. 25.) Указ правительства об установлении минимального размера оплаты труда |
| 1 Января 2009                              | 71500 HUF                                  | 16500 HUF                                  | 3290 HUF                                   | 411 HUF                                    | 321/2008. (XII. 29.) Указ правительства об установлении минимального размера оплаты труда |
| 1 Января 2010                              | 73500 HUF                                  | 16900 HUF                                  | 3380 HUF                                   | 423 HUF                                    | 295/2009. (XII. 21.) Указ правительства об установлении минимального размера оплаты труда |
| 1 Января 2011                              | 78000 HUF                                  | 17950 HUF                                  | 3590 HUF                                   | 449 HUF                                    | 337/2010. (XII. 27.) Указ правительства об установлении минимального размера оплаты труда |
| 1 Января 2012                              | 93000 HUF                                  | 21400 HUF                                  | 4280 HUF                                   | 535 HUF                                    | 298/2011. (XII. 22.) Указ правительства об установлении минимального размера оплаты труда |
| 1 Января 2013                              | 98000 HUF                                  | 22560 HUF                                  | 4510 HUF                                   | 564 HUF                                    | 390/2012. (XII. 20.) Указ правительства об установлении минимального размера оплаты труда |
| 1 Января 2014                              | 101500 HUF                                 | 23360 HUF                                  | 4670 HUF                                   | 584 HUF                                    | 483/2013. (XII. 17.) Указ правительства об установлении минимального размера оплаты труда |
| 1 Января 2015                              | 105000 HUF                                 | 24160 HUF                                  | 4830 HUF                                   | 604 HUF                                    | 347/2014. (XII. 29.) Указ правительства об установлении минимального размера оплаты труда |
| 1 Января 2016                              | 110000 HUF                                 | 25500 HUF                                  | 5110 HUF                                   | 639 HUF                                    | 454/2015. (XII. 29.) Указ правительства об установлении минимального размера оплаты труда |
| 1 Января 2017                              | 127500 HUF                                 | 29310 HUF                                  | 5870 HUF                                   | 733 HUF                                    | 430/2016. (XII. 15.) Указ правительства об установлении минимального размера оплаты труда |
| 1 Января 2018                              | 138000 HUF                                 | 31730 HUF                                  | 6350 HUF                                   | 794 HUF                                    | 430/2016. (XII. 15.) Указ правительства об установлении минимального размера оплаты труда |
| 1 Января 2019                              | 149000 HUF                                 | 34260 HUF                                  | 6860 HUF                                   | 857 HUF                                    | 324/2018. (XII. 30) Указ правительства об установлении минимального размера оплаты труда  |
| 1 Января 2020                              | 161000 HUF                                 | 37020 HUF                                  | 7410 HUF                                   | 926 HUF                                    | 367/2019. (XII. 30) Указ правительства об установлении минимального размера оплаты труда  |
| 1 Февраля 2021                             | 167400 HUF                                 | HUF                                        | HUF                                        | HUF                                        | 20/2021. (I. 28.) Указ правительства об установлении минимального размера оплаты труда    |
| 1 Января 2022                              | 200000 HUF                                 | HUF                                        | HUF                                        | HUF                                        | 703/2021. (XII. 15.) Указ правительства об установлении минимального размера оплаты труда |
| 1 Января 2023                              | 232000 HUF                                 | 53340 HUF                                  | 10670 HUF                                  | 1334 HUF                                   | 573/2022 (XII. 23.) Указ правительства об установлении минимального размера оплаты труда  |
| 1 Декабря 2023                             | 266800 HUF                                 | 61340 HUF                                  | 12270 HUF                                  | 1534 HUF                                   | 508/2023. (XI. 20.) Указ правительства об установлении минимального размера оплаты труда  |

| МРОТ для квалифицированных специалистов | МРОТ для квалифицированных специалистов                                                         | МРОТ для квалифицированных специалистов | МРОТ для квалифицированных специалистов | МРОТ для квалифицированных специалистов | МРОТ для квалифицированных специалистов                                                         |
| Дата                                    | В месяц                                                                                         | В неделю                                | В день                                  | В час                                   | Закон                                                                                           |
| --------------------------------------- | ----------------------------------------------------------------------------------------------- | --------------------------------------- | --------------------------------------- | --------------------------------------- | ----------------------------------------------------------------------------------------------- |
| 1 Июля — 31 Декабря 2006                | 65700 HUF (105 % от минимального размера оплаты труда, приложение к указу 316/2005. (XII. 25.)) | 15120 HUF                               | 3030 HUF                                | 378 HUF                                 | két évnél kevesebb szakmai gyakorlati időhöz kötött munka esetén, illetve 50 éves életkor alatt |
|                                         | 68800 HUF (110 % от минимального размера оплаты труда, приложение к указу 316/2005. (XII. 25.)) | 15840 HUF                               | 3170 HUF                                | 396 HUF                                 | legalább két év gyakorlati idő esetén, illetve 50 éves életkor felett                           |
| 1 Января — 31 Декабря 2007              | 72100 HUF (110 % от минимального размера оплаты труда)                                          | 16590 HUF                               | 3330 HUF                                | 415 HUF                                 | két évnél kevesebb szakmai gyakorlati időhöz kötött munka esetén, illetve 50 éves életkor alatt |
|                                         | 75400 HUF (115 % от минимального размера оплаты труда)                                          | 17350 HUF                               | 3480 HUF                                | 434& HUF                                | legalább két év gyakorlati idő esetén, illetve 50 éves életkor felett                           |
| 1 Января — 31 Декабря 2008              | 82800 HUF (120 % от минимального размера оплаты труда)                                          | 19060 HUF                               | 3820 HUF                                | 477 HUF                                 | két évnél kevesebb szakmai gyakorlati időhöz kötött munka esetén, illetve 50 éves életkor alatt |
|                                         | 86300 HUF (125 % от минимального размера оплаты труда)                                          | 19850 HUF                               | 3980 HUF                                | 497 HUF                                 | legalább két év gyakorlati idő esetén, illetve 50 éves életkor felett                           |
| 1 Января 2009                           | 87000 HUF                                                                                       | 20000 HUF                               | 4000 HUF                                | 500 HUF                                 | Teljes munkaidő teljesítése esetén.                                                             |
| 1 Июля — 31 Декабря 2009                | 87500 HUF                                                                                       | 20100HUF                                | 4030 HUF                                | 503 HUF                                 | Teljes munkaidő teljesítése esetén.                                                             |
| 1 Января 2010                           | 89500 HUF                                                                                       | 20600 HUF                               | 4120 HUF                                | 515 HUF                                 |                                                                                                 |
| 1 Января 2011                           | 94000 HUF                                                                                       | 21650 HUF                               | 4330 HUF                                | 541 HUF                                 |                                                                                                 |
| 1 Января 2012                           | 108000 HUF                                                                                      | 24850 HUF                               | 4970 HUF                                | 621 HUF                                 |                                                                                                 |
| 1 Января 2013                           | 114000 HUF                                                                                      | 26250 HUF                               | 5250 HUF                                | 656 HUF                                 |                                                                                                 |
| 1 Января 2014                           | 118000 HUF                                                                                      | 27160 HUF                               | 5430 HUF                                | 679 HUF                                 |                                                                                                 |
| 1 Января 2015                           | 122000 HUF                                                                                      | 28080 HUF                               | 5620 HUF                                | 702 HUF                                 | Teljes munkaidő teljesítése esetén, ezt is a 347/2014. (XII. 29.) Korm. rendelet rögzíti        |
| 1 Января 2016                           | 129000 HUF                                                                                      | 29690 HUF                               | 5940 HUF                                | 742 HUF                                 | 454/2015. (XII. 29.) Указ правительства об установлении минимального размера оплаты труда       |
| 1 Января 2017                           | 161000 HUF                                                                                      | 37020 HUF                               | 7410 HUF                                | 926 HUF                                 | 430/2016. (XII. 15.) Указ правительства об установлении минимального размера оплаты труда       |
| 1 Января 2018                           | 180500 HUF                                                                                      | 41500 HUF                               | 8300 HUF                                | 1038 HUF                                | 430/2016. (XII. 15.) Указ правительства об установлении минимального размера оплаты труда       |
| 1 Января 2019                           | 195000 HUF                                                                                      | 44830 HUF                               | 8970 HUF                                | 1121 HUF                                | 324/2018. (XII. 30.) Указ правительства об установлении минимального размера оплаты труда       |
| 1 Января 2020                           | 210600 HUF                                                                                      | 48420 HUF                               | 9690 HUF                                | 1211 HUF                                | 367/2019. (XII. 30) Указ правительства об установлении минимального размера оплаты труда        |
| 1 Февраля 2021                          | 219000 HUF                                                                                      | HUF                                     | HUF                                     | HUF                                     | 20/2021. (I. 28.) Указ правительства об установлении минимального размера оплаты труда          |
| 1 Января 2022                           | 260000 HUF                                                                                      | HUF                                     | HUF                                     | HUF                                     | 703/2021. (XII. 15.) Указ правительства об установлении минимального размера оплаты труда       |
| 1 Января 2023                           | 296400 HUF                                                                                      | 68140 HUF                               | 13630 HUF                               | 1704 HUF                                | 573/2022 (XII. 23.) Указ правительства об установлении минимального размера оплаты труда        |
| 1 Декабря 2023                          | 326000 HUF                                                                                      | 74950 HUF                               | 14990 HUF                               | 1874 HUF                                | 508/2023. (XI. 20.) Указ правительства об установлении минимального размера оплаты труда        |